# Confederazione regionale di Saarbrücken
La confederazione regionale di Saarbrücken (ted. Regionalverband Saarbrücken) è un ente sovracomunale della Saarland, in Germania, che esercita funzioni equiparabili a quelle di un circondario.
La confederazione comprende 5 città e 5 comuni.
Capoluogo e centro maggiore è Saarbrücken.

## Storia
Il 1º gennaio 1974 Saarbrücken, fino ad allora città extracircondariale, fu unita all'omonimo circondario rurale, a formare un nuovo ente, denominato "Confederazione urbana di Saarbrücken" (Stadtverband Saarbrücken).
Scopo dell'unione, la prima del suo genere nella Germania Federale, era la necessità di garantire un maggiore coordinamento fra il governo della città e quello della sua area metropolitana.
Il 1º gennaio 2008 la confederazione urbana assunse il nome attuale, e contemporaneamente poteri più estesi, seguendo il modello applicato in Bassa Sassonia con la creazione della Regione di Hannover.

## Geografia antropica

### Suddivisioni amministrative
(Abitanti al 31 dicembre 2021)
| Comuni del circondario | Città - Friedrichsthal (9 955) - Püttlingen (18 269) - Saarbrücken (179 634) - Sulzbach/Saar (16 256) - Völklingen (città media) (39 428) | Comuni - Großrosseln (7 953) - Heusweiler (17 998) - Kleinblittersdorf (10 707) - Quierschied (12 816) - Riegelsberg (14 268) |